# Головачи
Головачи (лат. Broscus) — род жужелиц из подсемейства Broscinae.

## Описание
Жуки средних и больших размеров; в длину достигают 13—25 мм. Голова едва уже переднеспинки. Последний сегмент щупиков на вершине сужен.

## Систематика
В составе рода:
- Broscus cephalotes (Linnaeus, 1758) — Головастая жужелица
- Broscus costatus (Morvan, 1980)
- Broscus crassimargo Wollaston, 1865
- Broscus glaber (Brullé, 1836)
- Broscus insularis Piochard de la Brűlerie, 1867
- Broscus nobilis (Dejean, 1828)
- Broscus politus (Dejean, 1828)
- Broscus portugalus Freude, 1999
- Broscus rutilans Wollaston, 1862
- Broscus semistriatus (Dejean, 1828)
- Broscus uhagoni Bolivar y Pieltain, 1912